# 鹰厦铁路
鹰厦铁路，又称鹰厦线，是中国东南部地区重要的铁路干线，北起江西鹰潭，南至福建厦门，全长702公里，漳州支线部分11公里，在鹰潭与沪昆铁路交汇，另外，在南平市的来舟有一支线通往福州，称作来福铁路。鹰厦铁路于1954年动工兴建，1957年竣工通车，曾经长期是进入福建的唯一铁路线，也是在漳厦铁路拆除后福建境内的第二条铁路线。其途经地区多山且雨频，因此时有山崩爆发造成铁路中断事故。
2019年1月5日起，鹰厦线三明北至角美区间不再有客车经过。同时自2019年5月6日起至9月25日，原经由鹰厦铁路北段（来舟站）的旅客列车绕行峰福铁路运行以减少受到汛期水害的可能性。

## 建设过程

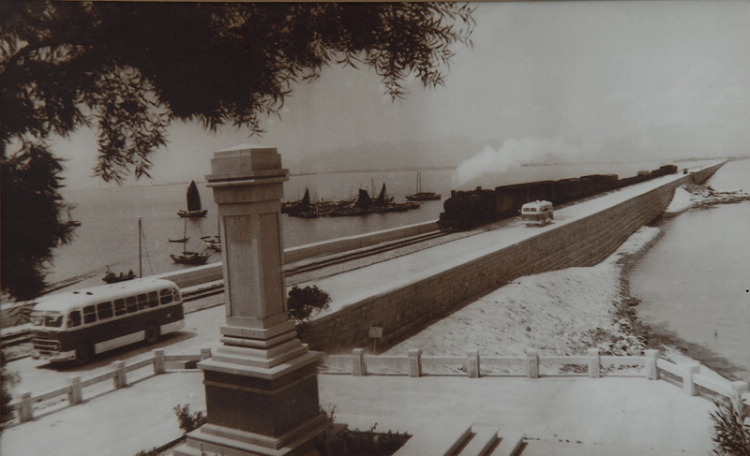
高集海堤，1957年

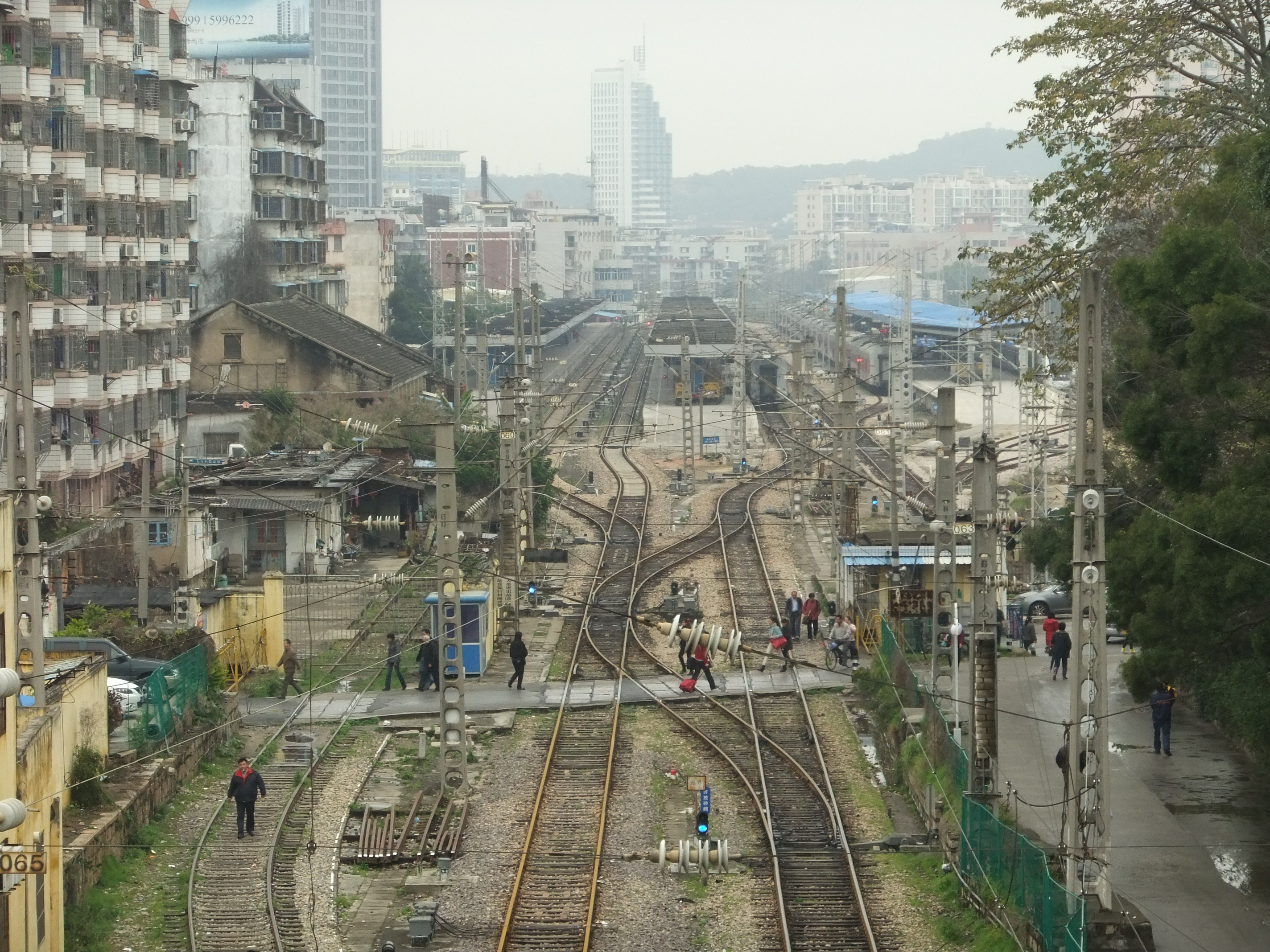
鹰厦铁路厦门站（2012年）

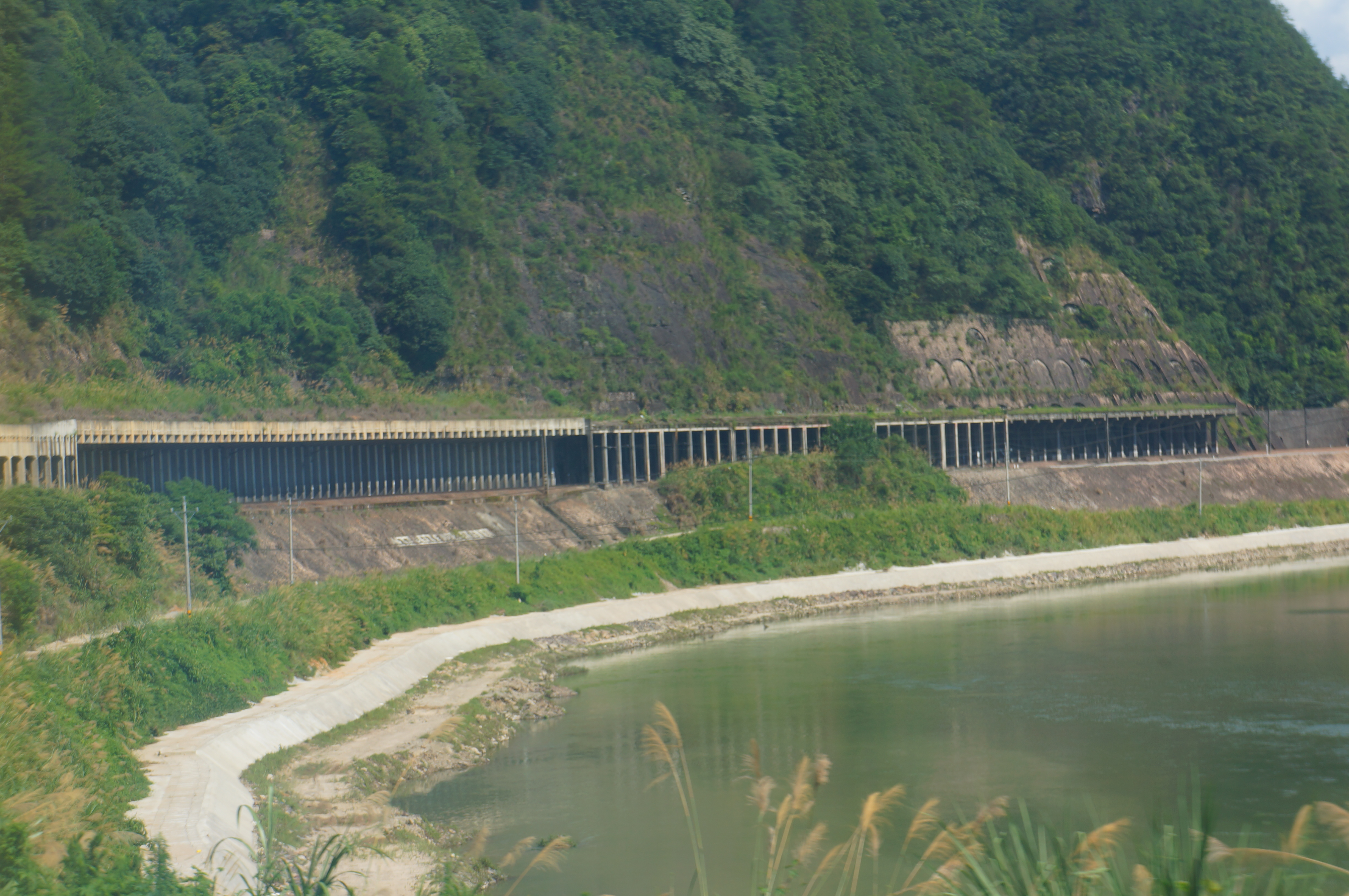
莫口棚洞群

鹰厦铁路為中國第一條由民間人士出資興建的鐵路，由新加坡华侨企业家陈嘉庚带头出资兴建。1949年以前政府曾组织过6次进闽铁路勘测，但终因当时经济情况，无法组织施工。中华人民共和国成立后，在旧有勘测材料的基础上，出于当时海峡两岸紧张的军事对峙，决定加紧勘测和建设进闽铁路。勘测过程中，放弃南昌、赣州、厦门（西线）方案和南昌、南城、厦门（中线）方案，决定修建鹰厦线（东线）。
1953年1月，铁道部中南设计分局完成鹰厦铁路的设计。1954年2月21日，由铁道兵和当地民工正式开工兴建鹰厦铁路，最高峰时入场施工的民工多达20万人。1955年1月的一江山岛战役结束后，中共中央军委为掌握与中华民国在台灣海峽进行军事斗争的主动权，决定加紧修建多项国防工程，即鹰厦铁路和福州、龙田、汕头等沿海一线机场。中华民国方面对这一系列国防工程建成后形成的军事威胁，曾试图以轰炸摧毁:54。
1955年9月，南段定测时决定不经过漳州，改由浦南经郭坑至厦门，郭坑至漳州另建漳州支线。1956年12月9日，鹰厦铁路的最后一根铁轨铺到了终点厦门，鹰厦铁路铺轨到厦门，提前一年零22天完成任务。1957年4月12日，鹰厦线通过验收，正式交付运营。当天7时20分和12时，鹰潭、厦门站分别开出第一列直达旅客列车。
初建成时线路路基石质宽4.6米，土质5.1米，上部建筑多为43公斤轨或38公斤轻轨，枕木为涂防腐剂的木枕。全线最大坡度2.2%（大禾山以及翻越戴云山区段均为2%以上的长坡，故这两处为双机坡），最小弯曲半径250米，全线共有173座桥梁、1775座涵渠、88座隧道，总长697700米，其中最长的隧道为长1.4603公里的大禾山隧道。

## 线路改造
由于鹰厦铁路系战备铁路，施工仓促，致使线路质量低劣。加之当时台湾海峡局势紧张，铁路中断对备战造成严重不良影响。1962年铁道部开始全面清查鹰厦线病害。此后山区路段多加筑护坡。1970年代以后路基宽度已全部改为标准的6.8米，全线采用50公斤重轨和每公里1840根水泥枕。

### 电气化
电气化工程于1986年8月26日动工，分永漳段（1988年7月30日通车）、来永段（1989年1月23日通车）、鹰来段（鹰邵段1991年5月12日、邵来段1991年6月16日通车）和漳厦段4期进行。1993年12月26日全线电气化，历时7年4个月，总概算5亿余元。鹰厦线电气化使年通过能力增长了3倍以上。

### 沙县改线工程

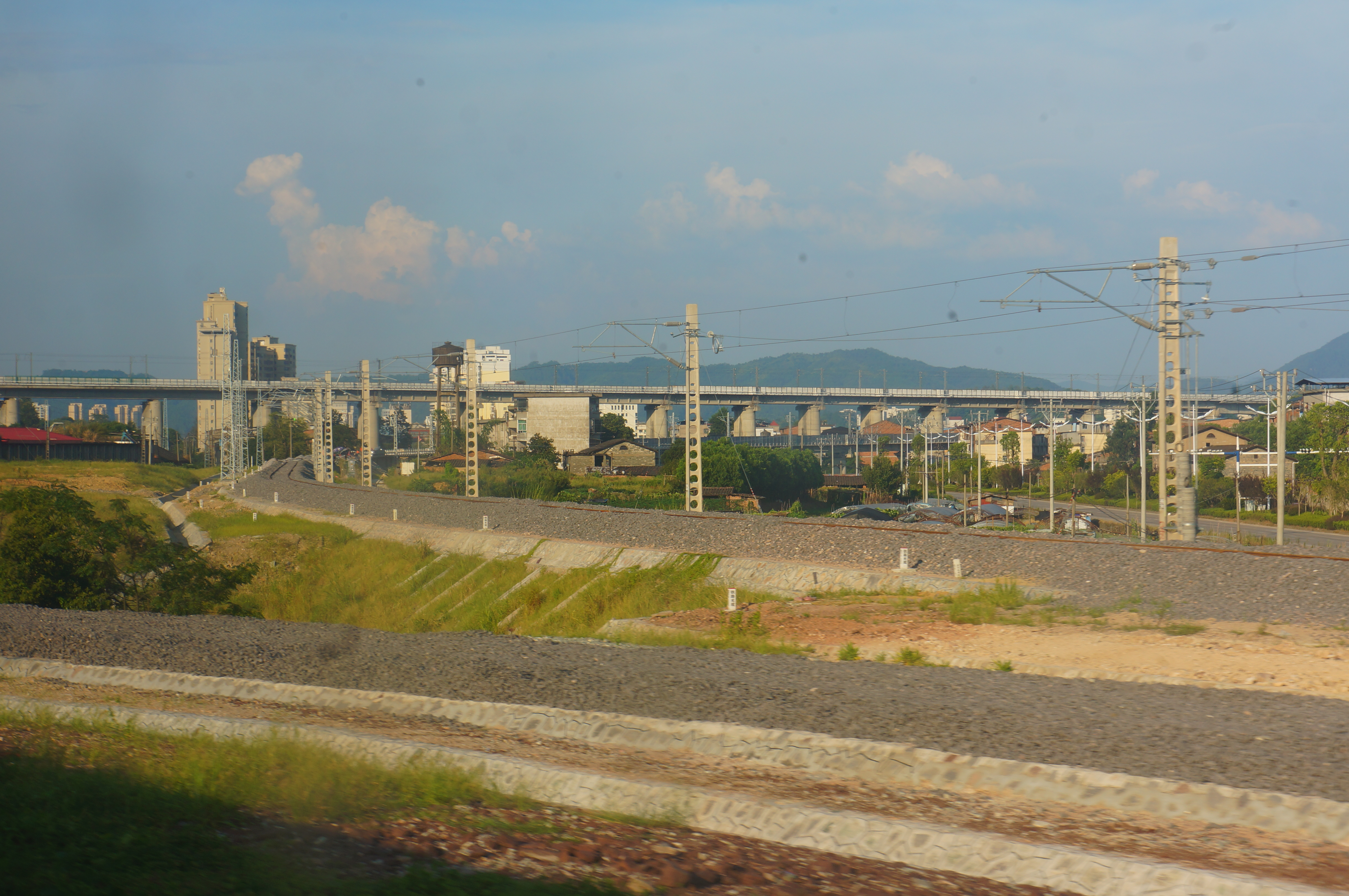
在大洲站附近建设的沙县改线工程路轨（2017年8月）

因鹰厦铁路穿过沙县市中心导致其道路交通不便且造成安全隐患，因此2014年11月鹰厦铁路沙县改线工程动工建设。鹰厦铁路沙县改线工程总投资5.7亿元，自鹰厦铁路万能站引出，接入鹰厦铁路区间新设的大洲站，中途在三明北站设立一个车站并新建设鹰厦场和货场。全线包括特大桥、大桥、中桥各一座，新建涵洞5座，改建涵洞2座，隧道一座，路基土石方61.4万立方米，原定于2016年12月完工。但由于K334道口施工方因客观因素无法进场施工，导致完工日期延后至2017年12月13日。完工后，沙县城区的原鹰厦铁路线路将拆除，并规划沿原铁路线建设一条城市道路或铁路主题公园；客运线路车次将安排在三明北站停靠。

### 华安外移工程
原鹰厦铁路在华安县城段将县城城关镇一分为二，给当地人民生活带来不便并带有安全隐患，因此当地政府希望将线路外迁。2016年5月通过的预可研方案显示：华安段改线将采取东线方案，从既有线路绵良站出岔至溪南坂站，新建线路长12.062公里，同时新建华安站。项目可行性研究报告于2018月12月获得中铁总和福建省联合批复，2020年5月正式开工。2024年10月18日鹰厦线华安城区段外移工程建成通车。

## 途经主要城市
- 江西：鹰潭、资溪。
- 福建：光泽、邵武、顺昌、南平、沙县、三明、永安、漳平、华安、长泰、漳州、龙海、厦门。

## 与其它铁路的连接
- 鹰潭：沪昆铁路、皖赣铁路。
- 外洋：外南铁路。
- 三明北：昌福铁路、南龙铁路
- 漳平：漳龙坎铁路、漳泉肖铁路。
- 角美：厦深铁路、龙厦铁路。